# ریفلاکس
واشاریدگی یا ریفلاکس (به انگلیسی: reflux) به برگشت آنزیم‌های گوارشی معده به دلیلی کافی نبودن انقباض اسفنکتر (بنداره) کاردیا (ابتدای معده) ریفلاکس معده است. ریفلاکس باعث آسیب دیدن مخاط مری می‌شود و سیگار کشیدن تنش و اضطراب و (اختلال در ماهیچه‌های حلقوی مری)
می‌تواند به بروز آن منجر شود

## ریفلاکس در پزشکی
ریفلاکس در پزشکی در موارد مختلفی به کار می‌رود که معروف‌ترین آن‌ها بازگشت اسید به مری است. البته ریفلاکس ادراری از مثانه به میزنای و همچنین ریفلاکس اسیدهای صفراوی از پیلور به معده نیز در پزشکی مطرح است.